# Дентіньйо
Денті́ньйо (порт. Dentinho; справжнє ім'я — Бру́но Ферре́йра Бонфі́н (порт. Bruno Ferreira Bonfim); нар. 19 січня 1989, Сан-Паулу, Бразилія) — бразильський футболіст, півзахисник. Виступав за молодіжну збірну Бразилії (до 20 років).

## Кар'єра

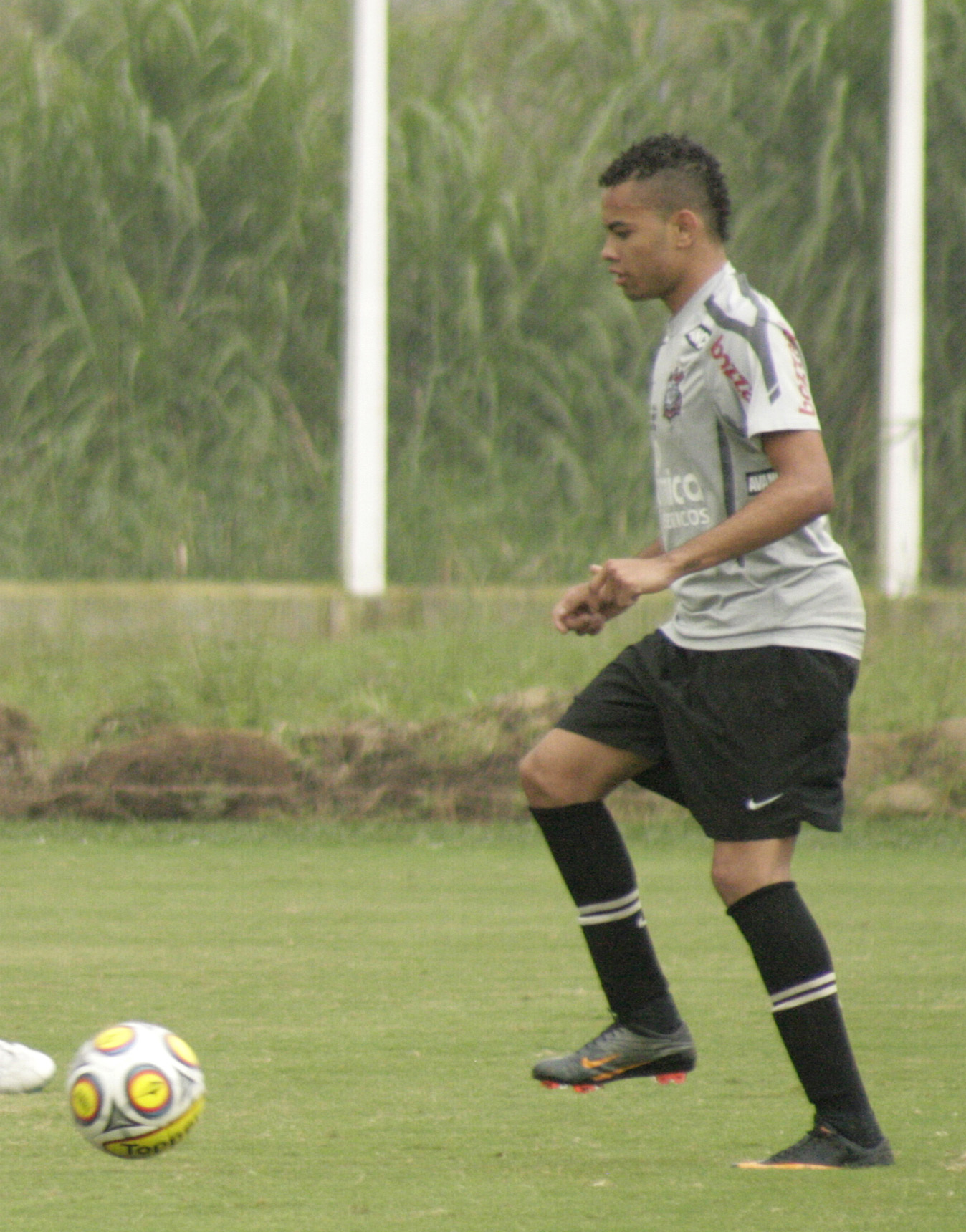
Дентінью в складі клубу Коринтіанс

### «Корінтіанс»
У складі «Корінтіанса» дебютував 2007 року в матчі з «Палмейрасом». Перший гол за команду забив у Лізі Пауліста у ворота «Флуміненсе». 2008 року став одним із лідерів команди і допоміг «Коринтіансу» повернутися в Серію А. Того ж року були повідомлення про те, що футболістом зацікавилися такі клуби, як «Арсенал», «Барселона» і «Реал Мадрид», а пізніше «Бенфіка», «Валенсія», «Дженоа», «Інтернаціонале», «Олімпік Ліон», «Наполі», «Рома», «Фенербахче», «Ювентус», російські клуби «Зеніт» і ЦСКА.
Відкрив лік голам у Кубку «Лібертадорес» 10 березня 2010 року, забивши колумбійському клубу «Індепендьєнте» (Медельїн). За «Коринтіанс» виступав спочатку під 31 номером, потім під 11-м.
Його контракт з клубом був розрахований до 2013 року.

### «Шахтар» (Донецьк)
20 травня 2011 року офіційний сайт донецького «Шахтаря» підтвердив перехід Дентіньйо в стан команди, його контракт розрахований на п'ять років, клуб за нього заплатив 7,5 мільйонів євро.
У складі «Шахтаря» в Прем'єр-лізі України дебютував 10 липня 2011 року в 1 турі сезону 2011/12 в домашньому матчі на стадіоні «Донбас Арена» у грі проти київської «Оболоні» (4:0), Дентіньйо вийшов на 57-й хвилині замість Алекса Тейшейри, а на 63-й хвилині забив гол у ворота Ігоря Березовського.

### Оренда в «Бешикташ»
24 січня 2013 року відправився в оренду в «Бешикташ».

## Кар'єра в збірній
У складі молодіжної збірної Бразилії (до 20 років) він виграв молодіжний чемпіонат Південної Америки в 2010 році. На турнірі він забив усього один гол у ворота Чилі (0:2).
У 2011 році Дентіньйо вважався одним із кандидатів до складу національної збірної Бразилії.

## Досягнення
«Корінтіанс»
- Переможець Серії Б: 2008
- Володар Кубка Бразилії: 2009
- Переможець Ліги Пауліста: 2009

«Шахтар»
- Чемпіон України: 2011-12, 2013-14, 2016-17
- Володар Кубка України: 2011–12, 2015-16, 2016-17
- Володар Суперкубка України: 2012, 2014, 2015, 2021,

Бразилія
- Чемпіон Південної Америки (U-20): 2009